# Feng Guifen
Feng Guifen (馮桂芬, 1809 – 28 mai 1874) est un intellectuel chinois de la dynastie Qing qui fut un fervent contributeur de la philosophie du mouvement d'auto-renforcement au XIXe siècle. Né dans une famille aisée de propriétaires terriens de Suzhou, Feng travaille comme compilateur (?) à l'académie Hanlin de Pékin avant de finalement devenir le secrétaire privé du vice-roi de Liangjiang (en), Li Hongzhang.
Dans ses textes, Feng défend l'idée d'un auto-renforcement et d'une industrialisation par emprunt de la technologie et des systèmes militaires occidentaux, tout en conservant les principes néo-confucéens. Dans son essai Sur la manufacture des armes étrangères, il note cette phrase célèbre : « nous n'avons à apprendre qu'une seule chose des barbares — de solides navires et des canons efficaces ». Bien que beaucoup de ses réformes ne soient jamais complètement achevées, elles servent d'inspiration aux générations suivantes de politiciens réformateurs.
À partir de la première guerre de l'opium, l'idée d'acquérir les technologies modernes occidentales (dans le domaine militaire en particulier) se répand dans les milieux des élites chinoises, à commencer par Lin Zexu, qui tient un rôle prépondérant dans les événements déclencheurs du conflit. C'est dans la lutte contre les Taiping et au début des années 1860 que l'armurerie occidentale commence à faire son entrée dans l'équipement des forces militaires des Qing, bien que cela soit encore limité. Elles en ont bénéficié avec l'achat d'armes et de munitions. Toutefois les grands modernisateurs mandchous, convaincus de la supériorité de la culture chinoise, ne demandent rien de plus à l'Occident que des instruments susceptibles de lui rendre sa puissance et sa grandeur. Ils s'appuient précisément sur les écrits de Feng Guifen, qui écrit : « Des fonds devraient être alloués pour établir un arsenal et un chantier naval dans chaque port ouvert ; des barbares devraient être engagés et des Chinois à l'esprit agile devraient être envoyés se former auprès d'eux. Si nous pouvons fabriquer, réparer et utiliser [les armes modernes], alors ce seront nos armes. Si nous ne pouvons ni les fabriquer, ni les réparer, ni les utiliser, ce seront toujours les armes d'autrui. […] Nous devons donc envisager de fabriquer, réparer et utiliser nous-mêmes ces armes (…), c'est ainsi seulement que nous pourrons retrouver notre grandeur d'antan et laver nos humiliations passées. »